# Neobatrachus
Neobatrachus é um género de anfíbios anuros, nativos da Austrália. Muitas das espécies deste gênero ocorrem no sudoeste do estado da Austrália Ocidental. Eles são muitas vezes encontrados em terras áridas e em buracos no solo para se proteger da desidratação, mas são encontros em geral em barreiros temporários e habitats encharcados. Todas as espécies possuem aparência similar. São redondos e atarracados, com grandes olhos e pupilas verticais. Os membros são curtos e os machos carecem de sacos vocais.

## Lista de espécies
- Neobatrachus albipes (Roberts, Mahony, Kendrick, and Majors, 1991)
- Neobatrachus aquilonius (Tyler, Davies, and Martin, 1981)
- Neobatrachus centralis (Parker, 1940)
- Neobatrachus fulvus (Mahony and Roberts, 1986)
- Neobatrachus kunapalari (Mahony and Roberts, 1986)
- Neobatrachus pelobatoides (Werner, 1914)
- Neobatrachus pictus (Peters, 1863)
- Neobatrachus sudelli (Lamb, 1911)
- Neobatrachus sutor (Main, 1957)
- Neobatrachus wilsmorei (Parker, 1940)